# کمیته المپیک استرالیا
کمیته المپیک استرالیا (انگلیسی: Australian Olympic Committee) یک سازمان ورزشی است که نماینده کشور استرالیا در کمیته بین‌المللی المپیک می‌باشد. 
این سازمان که در سال ۱۸۹۵ تاسیس شده مسئول آماده‌سازی و اعزام ورزشکاران به بازی‌های المپیک، بازی‌های المپیک جوانان و بازی‌های پاسیفیک است.